# Ankō Asato
Ankō Asato (japonès: 安里安恒)  (Regne de Ryūkyū, 1827 - 1906) va ser un mestre ryūkyūan de karate. Ell i Ankō Itosu van ser els dos principals mestres de karate que van ensenyar aquest art a Gichin Funakoshi, el fundador del karate shotokan. No se'n sap gaire sobre la seva vida, i la majoria d'informació sobre ell prové de Funakoshi. Hi ha molts articles amb informació sobre Asato, però les parts rellevants es basen clarament en les descripcions que en va fer Funakoshi.
Funakoshi va conèixer Asato per primera vegada quan era un company d'escola del fill d'Asato; va anomenar Asato "un dels més grans experts d'Okinawa en l'art del karate". Segons Funakoshi, la família d'Asato pertanyia a la classe Tunchi (殿内) (caps hereditaris de ciutats i pobles), i tenia autoritat al poble d'Asato, a mig camí entre Shuri i Naha, i no només era un mestre de karate, però també habilitat per muntar a cavall, Jigen-ryū kendō (esgrima), tir amb arc i un erudit excepcional.
En un article de 1934, Funakoshi va assenyalar que Asato i Itosu havien estudiat karate junts amb Sōkon Matsumura. També va explicar com Asato i Itosu van vèncer una vegada un grup de 20 a 30 atacants, i com Asato va posar una trampa per als delinquents del seu poble natal. En la seva autobiografia de 1956, Funakoshi va explicar diverses històries sobre Asato, inclosa l'astúcia política d'Asato en seguir l'ordre governamental de tallar el nus tradicional dels homes; la derrota d'Asato d'Yōrin Kanna, en la qual l'Asato desarmat es va imposar tot i que Kanna estava armat amb una fulla sense embossar; la seva demostració d'un cop de puny d'un sol punt (ippon-ken ); i els partits amistosos de lluita de braços entre Asato i Itosu.